# Saint-Mars-la-Jaille
Saint-Mars-la-Jaille è un ex comune francese di 2 484 abitanti situato nel dipartimento della Loira Atlantica nella regione dei Paesi della Loira. Dal 1º gennaio 2018 è accorpato al nuovo comune di Vallons-de-l'Erdre, insieme ai comuni di Bonnœuvre, Maumusson, Saint-Sulpice-des-Landes, Vritz.

## Società

### Evoluzione demografica
Abitanti censiti